# クリスティーヌ・ド・フランス
クリスティーヌ・マリー・ド・フランス（Christine Marie de France, 1606年2月10日 - 1663年12月27日）は、サヴォイア公ヴィットーリオ・アメデーオ1世の公妃。イタリア語名ではマリーア・クリスティーナ・ディ・フランチア（Maria Cristina di Francia）。未婚時代にマダム・ロワイヤルの称号を授けられていたことから、「マダム・レアル」（Madame Reale）とも呼ばれた。

## 生涯
フランス王アンリ4世と2度目の王妃マリー・ド・メディシスの次女としてパリで生まれた。姉エリザベート（スペイン王フェリペ4世妃）の結婚後、自身が結婚するまでマダム・ロワイヤルの称号を有した。
1619年にヴィットーリオ・アメデーオと結婚した。1630年に夫はサヴォイア公となるが、7年後に急死した。クリスティーヌは2人の息子フランチェスコ・ジャチントとカルロ・エマヌエーレ2世がまだ年少だったため、摂政となった。
亡夫の弟たち、枢機卿マウリツィオとトンマーゾが、義姉とフランス勢力の介入に異を唱えた。クリスティーヌの長男フランチェスコ・ジャチントが夭逝すると、1638年、彼らはスペインの力を借りて「ピエモンテ戦争」を引き起こした。2つの勢力はプリンチピスティ（公子派）、マダミスティ（マダム・レアル派）と呼ばれた。
4年に及ぶ戦争の後、クリスティーヌ側が勝利した。彼女は息子の公位を守っただけでなく、フランス側がそれ以上公国に介入するのを遮断した。1642年に和議が成立し、マウリツィオはローマ教皇パウルス5世の許しを得て還俗し、14歳の姪ルイーザ・クリスティーナと結婚してニース（当時サヴォイア領）の知事となった。クリスティーヌは、カルロ・エマヌエーレが成長するまで摂政を務めた。
クリスティーヌは、1663年にトリノで死去した。

## 子女
- ルイージ・アメデーオ（1622年 - 1628年）
- ルイーザ・クリスティーナ（1629年 - 1692年） - 叔父オネーリア公マウリツィオと結婚
- フランチェスコ・ジャチント（1632年 - 1638年） - サヴォイア公
- カルロ・エマヌエーレ2世（1634年 - 1675年） - サヴォイア公
- マルゲリータ・ヴィオランテ（1635年 - 1663年） - パルマ公ラヌッチョ2世妃
- エンリエッタ・アデライーデ（1636年 - 1676年） - バイエルン選帝侯フェルディナント・マリア妃
- カタリーナ・ベアトリーチェ（1636年 - 1637年） - エンリエッタの双子の妹